# جودی شکونی
جودیت «جودی» شکونی (به انگلیسی: Judi Shekoni) یک بازیگر، مجری تلویزیون و مدل بریتانیایی است که بیشتر برای ایفای نقش جوآنی در سریال قهرمان‌ها: تولد دوباره شهرت دارد.

## آثار

### فیلم‌ها
- ۱۹۹۹-دنیا کافی نیست در نقش دختری در کازینو
- ۲۰۰۲-علی جی اینداهوس در نقش دختری در جکوزی
- ۲۰۰۶-گارفیلد ۲ در نقش راهنمای تور
- ۲۰۰۶-مورد غیرعادی دکتر جکیل و آقای هاید در نقش رنه
- ۲۰۱۱- محض رضای مسیح در نقش میا
- ۲۰۱۲-گرگ و میش: سپیده‌دم - قسمت دوم در نقش زفرینا
- ۲۰۱۹-مالفیسنت: سردسته اهریمنان در نقش شرایک[۲]

### سریال‌ها
- قانون مورفی در نقش مسئول پذیرش
- ان‌سی‌آی‌اس در نقش ناتالی ونس (اپیزود ۱۱ فصل ۳)
- قهرمان‌ها: تولد دوباره در نقش جوآنی
- برادران و خواهران در نقش مهماندار
- خسارت در نقش کندی
- ایست‌اندرز در نقش مارجری «پرزز» هادسون
- ان‌سی‌آی‌اس: لس‌آنجلس در نقش الیسا چمبرز (اپیزود ۲۱ فصل ۷)